# 993 Moultona
993 Moultona eller 1923 NJ är en asteroid i huvudbältet, som upptäcktes 12 januari 1923 av den belgisk-amerikanske astronomen George Van Biesbroeck vid Yerkesobservatoriet i Fort Davis, Texas. Den har fått sitt namn efter den amerikanske astronomen Forest Ray Moulton.
Asteroiden har en diameter på ungefär 12 kilometer och den tillhör asteroidgruppen Koronis.